# Die verborgene Stadt
Die verborgene Stadt (Originaltitel: Elefante blanco) ist ein Filmdrama von Pablo Trapero aus dem Jahr 2012, welches von der Gemeinde- und Sozialarbeit zweier katholischer Priester in einem Armenviertel im Großraum Buenos Aires handelt.

## Handlung
Der in Peru nur knapp mit dem Leben davongekommene belgische Pater Nicolás (Jérémie Renier) kommt in die Obhut des argentinischen Paters Julián (Ricardo Darín). Dieser leitet eine Kirchengemeinde in einer Villa im Großraum Buenos Aires. Da Julián an Krebs erkrankt ist, versucht er Nicolás in seiner Gemeinde einzuarbeiten, wobei es schnell zu inhaltlichen Differenzen zwischen den beiden kommt. Bei der gemeinsamen Arbeit im Armenviertel treten soziale Probleme wie mangelhafte Versorgung, knapper Wohnraum und Drogendelikte bis hin zu einem Drogenkrieg auf. Bei der Arbeit werden sie unter anderem von der Sozialarbeiterin Luciana (Martina Gusmán) unterstützt, mit welcher Nicolás eine sexuelle Beziehung eingeht. Bei einer Razzia der Polizei, bei welcher die beiden Padres einen gesuchten Jungen aus dem Viertel zu verstecken versuchen, wird Julián getötet und Nicolás verletzt. Nach einer Genesungsphase im Schweigekloster kehrt Nicolás in die Villa zurück.

## Hintergrund
Der originale Filmtitel Elefante Blanco (deutsch: Weißer Elefant) bezieht sich auf eine Bauruine eines geplanten Krankenhauses in der Villa 15 innerhalb des Stadtteils Villa Lugano, in welcher der Film spielt. Der deutsche Titel bezieht sich auf den inoffiziellen Titel der Villa 15: Villa Occulta (deutsch: Verborgenes (Elends-)Viertel).
Der Film ist auch als Hommage an den argentinischen Pater Carlos Mugica zu verstehen. Dieser hat in der Villa 31 im Stadtteil Retiro ähnliche Gemeindearbeit wie die Hauptfiguren geleistet und wurde im Mai 1974 bei einem Attentat erschossen. Die Gedenkstätte Mugicas in der Villa 31 wird im Film gezeigt und in die Handlung in der Villa 15 eingebaut. 

## Auszeichnungen
Der Film wurde bei den Internationalen Filmfestspielen von Cannes 2012 veröffentlicht und für die Kategorie Un Certain Regard nominiert.